# Christel Thielke
Christel Thielke (* 26. Dezember 1936 in Löwensen bei Bad Pyrmont) ist ein deutscher Politiker (SPD). Er war von 1990 bis 1998 im Landtag von Niedersachsen.
Thielke besuchte die Volksschule und machte danach in Bad Pyrmont eine Maurerlehre. Zu Beginn seiner Lehre 1952 trat er der IG-Bau bei. Im Anschluss an seine Lehre arbeitete er von 1955 bis 1966 in diesem Beruf. Im Jahr 1962 war er der SPD beigetreten. Er war als Vorarbeiter, Hilfspolier und Bauleiter bei verschiedenen Bauunternehmen tätig. In der Zwischenzeit bestand er die Prüfung zum Maurermeister. Von 1966 bis 1980 war er bei der Stadt Hameln als technischer Angestellter tätig. Zuletzt war er als Vorsitzender des Gesamtpersonalrates freigestellt. Von Mai 1980, bis zur Wahl in den Landtag 1990, war er Geschäftsführer des SPD-Unterbezirks Hameln-Pyrmont.
Thielke war für die SPD Kreistagsabgeordneter im Landkreis Hameln-Pyrmont, wo er stellvertretender SPD-Fraktionsvorsitzender war. Im Jahr 1990 zog er in die zwölfte Wahlperiode des Niedersächsischen Landtages ein, dem er bis zum Ende der 13. Wahlperiode 1998 angehörte.